# William Wyler
William Wyler (født 1. juli 1902, død 27. juli 1981) var en amerikansk filminstruktør.

## Liv
Willi Weiller blev født i Mulhouse, dengang i det Tyske kejserrige. Han blev en amerikansk statsborger i 1928.
Han vandt flere Oscars, blandt andet for Mrs. Miniver og De bedste år, og den Gyldne Palme for Folket i den lykkelige dal.

## Udvalgte film
- Wuthering Heights ("Stormfulde højder", 1939)
- Mrs. Miniver (1942)
- The Best Years of Our Lives (De bedste år, 1946)
- The Heiress (1949)
- Roman Holiday (Prinsessen holder fridag, 1953)
- Friendly Persuasion (Folket i den lykkelige dal, 1956)
- Ben-Hur (1959)
- The Collector (1965)